# Phanoperla amorpha
Phanoperla amorpha är en bäcksländeart som beskrevs av Peter Zwick 1982. Phanoperla amorpha ingår i släktet Phanoperla och familjen jättebäcksländor. Inga underarter finns listade i Catalogue of Life.